# Alchemilla rubidula
Alchemilla rubidula är en rosväxtart som beskrevs av A. Plocek. Alchemilla rubidula ingår i släktet daggkåpor, och familjen rosväxter. Inga underarter finns listade i Catalogue of Life.